# Pont du Diable (Egg)
 (février 2024).
Si vous disposez d'ouvrages ou d'articles de référence ou si vous connaissez des sites web de qualité traitant du thème abordé ici, merci de compléter l'article en donnant les références utiles à sa vérifiabilité et en les liant à la section « Notes et références ».
Pour les articles homonymes, voir Pont du Diable.
Le pont du Diable (en allemand : Teufelsbrücke) et en dialecte Tüfelsbrugg, est un pont dans le canton de Schwytz en Suisse.

## Situation
Le pont du Diable franchit la Sihl entre Einsiedeln et Egg dans le canton de Schwytz. Sur ce pont passe une des routes de Saint-Jacques-de-Compostelle, entre Rapperswil et Einsiedeln.

## Histoire
C'est à l'abbé Gero de Frohburg que l'on doit en 1117, un premier pont construit en bois, franchissant la Sihl au pied du col de l'Etzel. Le médecin, philosophe et théologien Philippe Paracelse serait né non loin de là, en 1493. En 1517 est édifié un pont de pierre, lequel sera, au XVIIe siècle, remplacé par une nouvelle construction couverte. Celle-ci est renforcée en 1794 par le frère Jakob Natter et complétée par une niche de chapelle dédiée à saint Jean Népomucène, réalisée par le sculpteur Johann Baptist Babel.

## Source
- (de) Cet article est partiellement ou en totalité issu de l’article de Wikipédia en allemand intitulé « Teufelsbrücke (Egg) » (voir la liste des auteurs).